# هافدان هيرتزبيرغ
هافدان هيرتزبيرغ هو عسكري كندي، ولد في 3 سبتمبر 1884 في تورونتو في كندا، وتوفي في 21 ديسمبر 1959 في فيكتوريا في كندا.